# فرمانداری آرخانگلسک

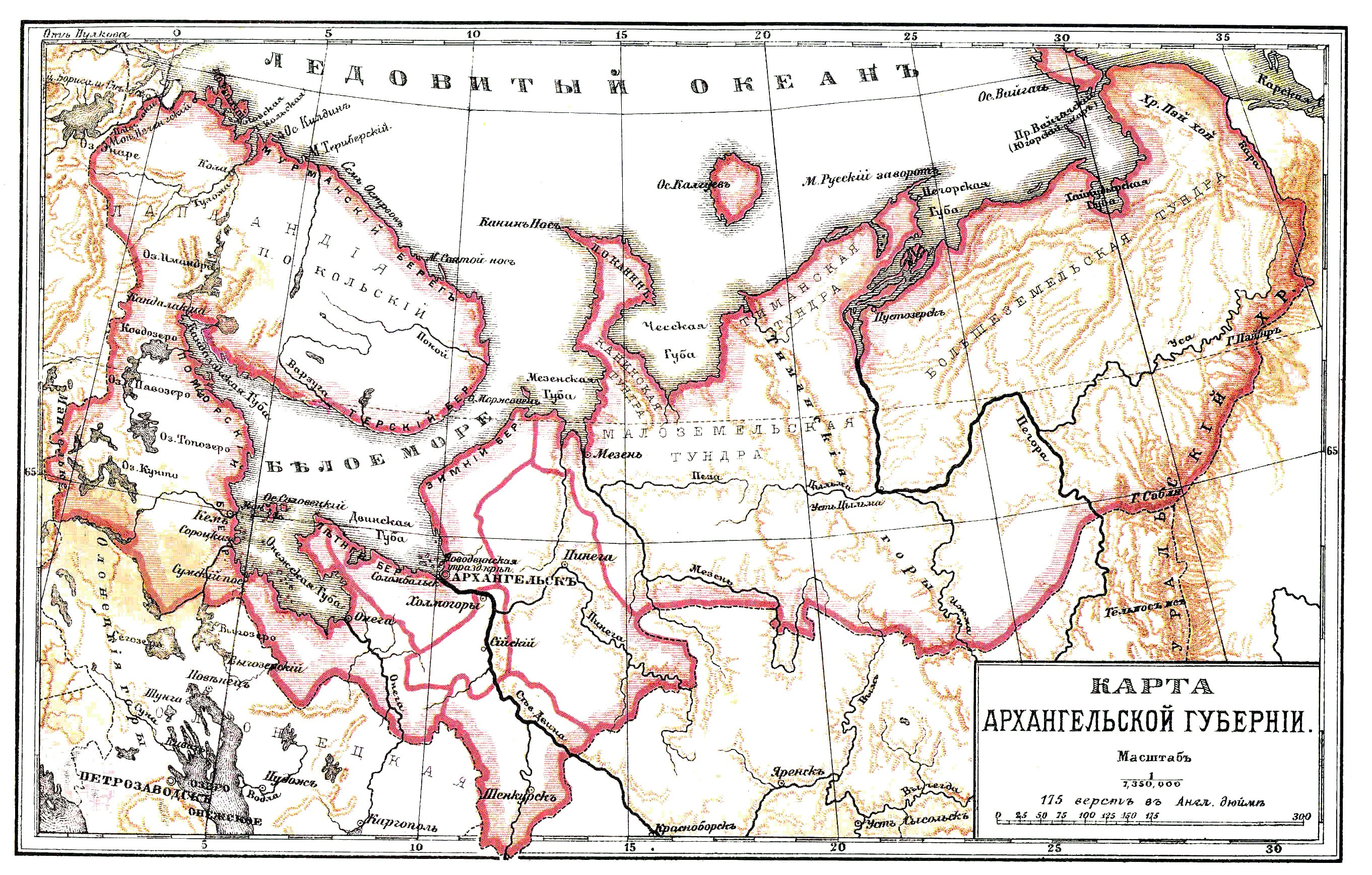

فرمانداری آرخانگلسک (روسی: Архангельская губерния /Arkhangelskaya guberniya) یک بخش اداری از امپراتوری روسیه و جمهوری فدراتیو سوسیالیستی روسیه شوروی بود که از سال ۱۷۹۶ تا ۱۹۲۹ وجود داشت. مرکز آن در آرخانگلسک بود. این استان در شمال امپراتوری روسیه قرار داشت و از شرق با استان توبولسک، از جنوب با استان وولوگدا، از جنوب غربی با استان اولونتس، از غرب با سوئد (بعداً دوک نشین بزرگ فنلاند و بعداً فنلاند مستقل) و در غرب با نروژ هم‌مرز بود. شمال غربی و شمال، استان توسط دریاهای سفید و بارنتز محدود می‌شد.